# Дузюм
Дузюм (нід. Doezum) — село в нідерландській провінції Гронінген. Входить до муніципалітету Вестерквартір.
Його площа становить 1,01км², а населення станом на 2021 рік складало 725 осіб.
Перша згадка про населений пункт датується 1475 роком.

## Галерея

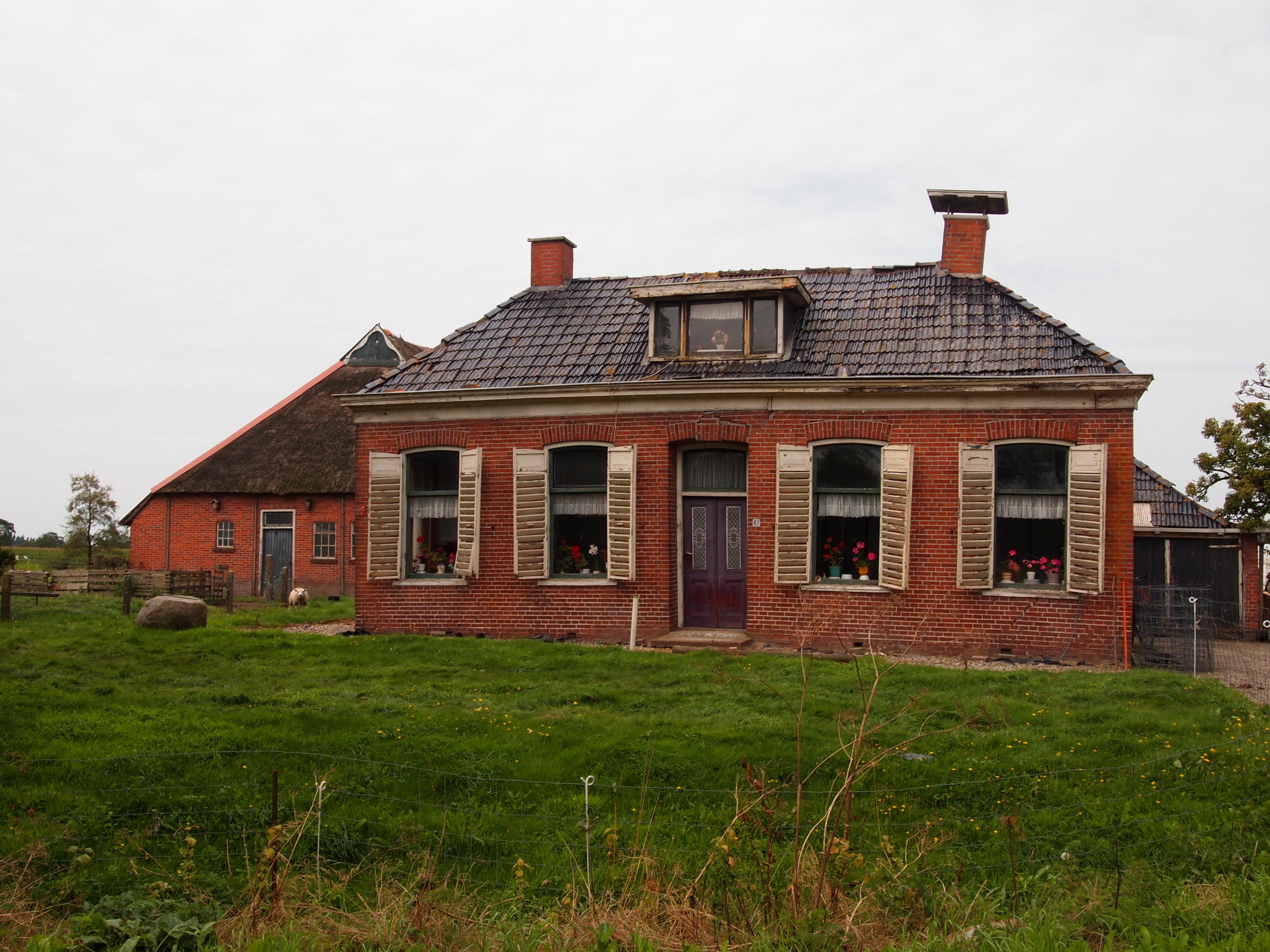
Ферма в Дузюмі
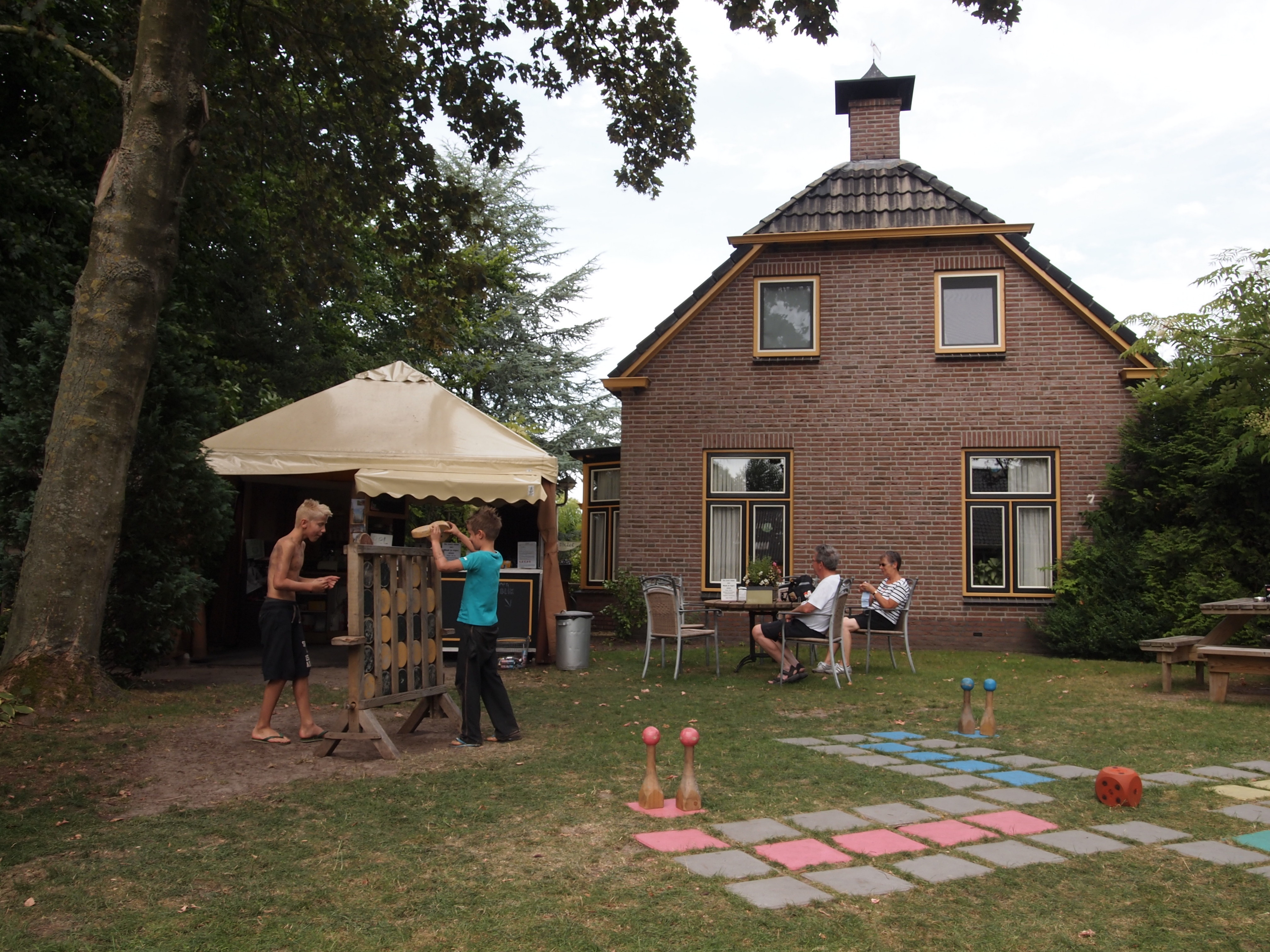
Сільський будинок
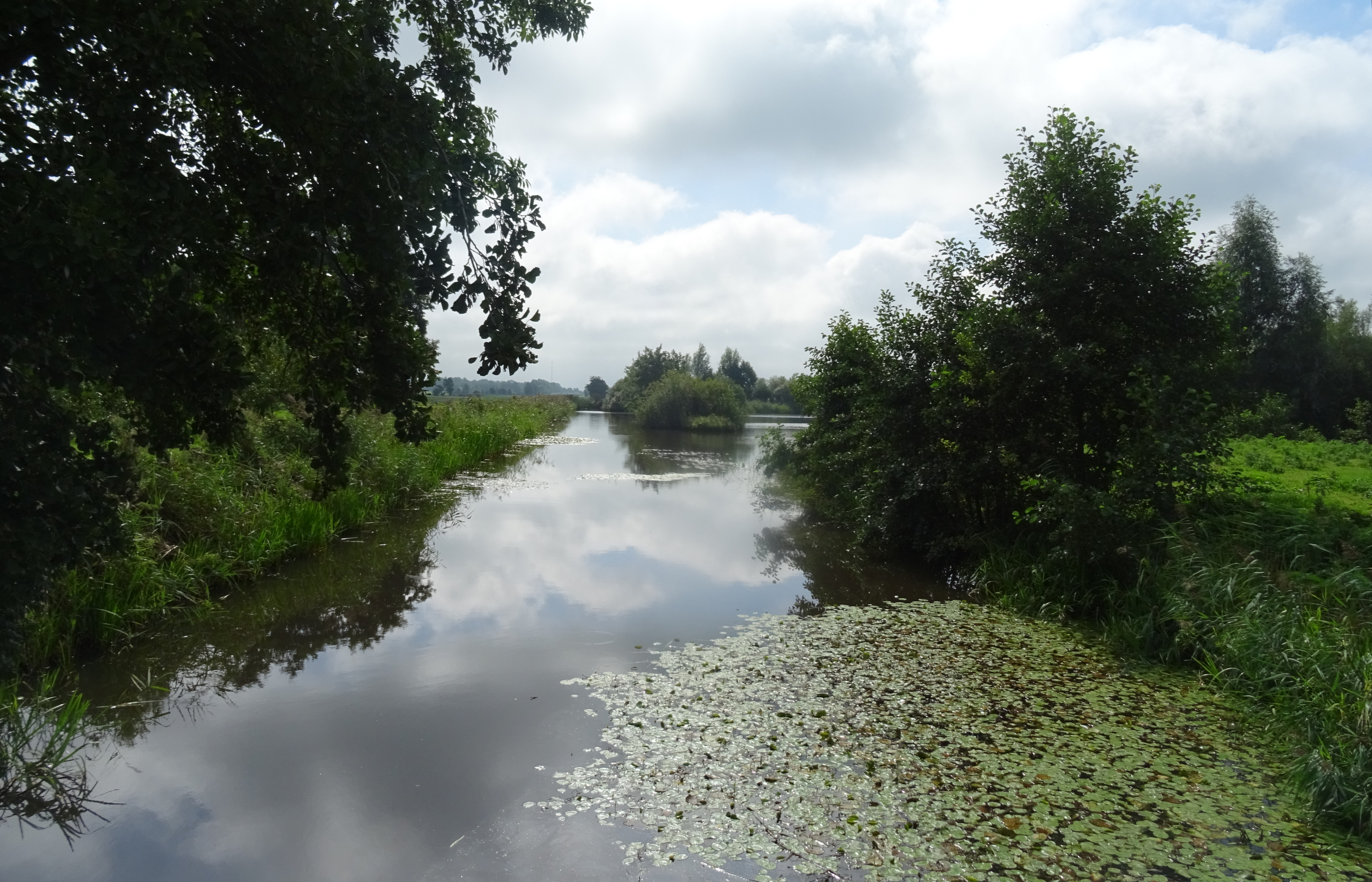
Струмок біля села
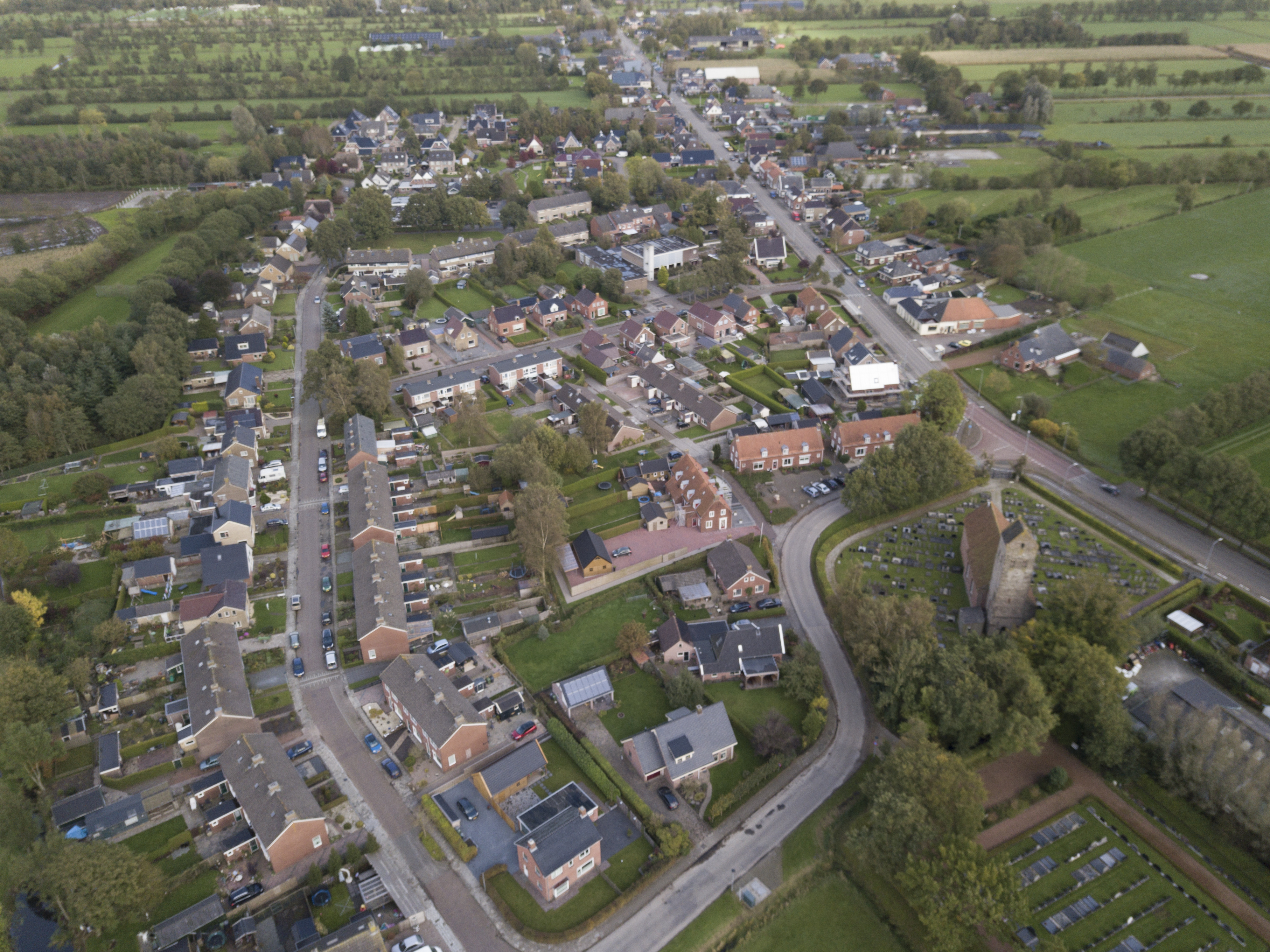
Вид з повітря